# Shanghai Open 2004
Lo Shanghai Open 2004 è stato un torneo di tennis giocato sul cemento. È stata l'8ª edizione dello Shanghai Open, che fa parte della categoria International Series nell'ambito dell'ATP Tour 2004. Si è giocato a Shanghai in Cina, dal 27 settembre al 3 ottobre 2004.

## Campioni

### Singolare
Guillermo Cañas ha battuto in finale  Lars Burgsmüller con il punteggio di 6–1, 6–0

### Doppio
Jared Palmer /  Pavel Vízner hanno battuto in finale  Rick Leach /  Brian MacPhie con il punteggio di 4–6, 7–6(4), 7–6(11)